# Jacques Percereau
Jacques Percereau, né le 18 avril 1953 à Saumur et mort le 11 août 1994 aux Sables-d'Olonne, est un homme politique français.

## Biographie
Employé des impôts, il est élu conseiller général du canton de Saumur-Sud en 1979 à l'âge de 25 ans, battant le maire centriste de Saumur Lucien Méhel. Il est alors le benjamin de l'assemblée départementale et le plus jeune conseiller général jamais élu dans le Maine-et-Loire. Lors des élections municipales de 1983, il présente une liste d'union de la gauche face au gaulliste Jean-Paul Hugot – qui prend la suite de Lucien Méhel – mais il est défait. Il entre cependant au conseil municipal saumurois avec six de ses colistiers.
Deux ans plus tard, il perd son siège au conseil général face à Jean-Paul Hugot qui remporte 53,42 % des suffrages.
En 1986, il est candidat aux élections législatives en troisième position sur la liste « Pour une majorité de progrès avec le président de la République » conduite par Ginette Leroux. Il n'est pas élu, la liste socialiste obtenant deux sièges.
Fin 1987, Ginette Leroux meurt des suites d'un cancer et il remplace cette dernière sur les bancs de l'Assemblée nationale. Il intègre le groupe socialiste et devient membre de la commission des affaires culturelles, familiales et sociales. Son mandat parlementaire dure un peu moins de cinq mois, François Mitterrand décidant de dissoudre une assemblée où la droite est majoritaire.
En juin 1988, il se présente dans la 3e circonscription (Saumur-Nord) et fait face notamment au centriste Edmond Alphandéry, investi par l'Union du rassemblement et du centre (URC) et sortant élu sur la « liste d'union de l'opposition pour le Maine-et-Loire » conduite par Jean Foyer en 1986. Il est sévèrement battu dès le premier tour et réunit 27,16 % des voix contre 60,55 % pour le candidat URC.
En 1989, au nom de la majorité présidentielle, il est à nouveau tête de liste aux élections municipales à Saumur. Distancé au premier tour (25,29 % contre 48,38 % pour la liste Hugot), il arrive en deuxième position au second tour dans le cadre d'une triangulaire, derrière la liste de la majorité sortante et remporte six sièges.
Il siège par ailleurs au Conseil économique et social de 1989 à 1991 et travaille à la même époque au cabinet de Michel Rocard à Matignon.
Il meurt accidentellement le 11 août 1994.

## Hommage
Un centre social et culturel porte son nom à Saumur.

## Détail des fonctions et des mandats
Mandat parlementaire
- 17 décembre 1987 - 14 mai 1988 : député de Maine-et-Loire (en remplacement de Ginette Leroux, décédée en cours de mandat)

Mandats locaux
- 25 mars 1979 - 17 mars 1985 : conseiller général du canton de Saumur-Sud
- 13 mars 1983 - 11 août 1994 : : conseiller municipal de Saumur